# Tjärnmyrtjärnen (Björna socken, Ångermanland)
Tjärnmyrtjärnen är en sjö i Örnsköldsviks kommun i Ångermanland och ingår i Gideälvens huvudavrinningsområde.